# بلا شفر
بلا شفر (انگلیسی: Bela Šefer؛ زادهٔ ۱ ژانویهٔ ۱۸۹۹) بازیکن فوتبال اهل یوگسلاوی بود.